# Carex calcifugens
Espèce
Classification phylogénétique
Carex calcifugens est une espèce de plantes du genre Carex et de la famille des Cyperaceae.